# 阿瓊主戰坦克
阿瓊主戰坦克簡稱阿瓊坦克。是印度研发的国产主战坦克，名称“阿琼”来源于印度史诗摩诃婆罗多中人物阿周那（Arjuna）。

## 發展沿革
印度国防部于1972年将研发任务下达给战斗车辆研发中心，1984年3月，在耗費了三億盧比的研製資金後，印度战斗车辆研发局研製出兩輛樣車。到1988年初印度战斗车辆研发局研製出10輛樣車。1996年印度政府决定在阿瓦迪的战车工厂开始量产该坦克。2007年印度現任國防部長認為阿瓊已經可以投入實戰，並完成所需演習科目；2011年3月宣布阿琼坦克改进型阿琼MK2的研发工作告成。与阿琼基础型相比，改良型的国产率达90%，增加了多达93项改进，其中包括13项大改，改进后可用发射以色列製炮射导弹。尽管最初的时候有多达一半的部件是进口的，到后来印度逐渐地在用国产货取代进口货，但到實際生産中，進口部件比例高達60％。阿琼研发拖延时间过长一个重要原因是军方的要求总是随时间推移提高，如1974年5月政府一开始要求限制费用为1.6亿卢比 (240.7万美元)，1995年由于设计不断推倒重来和通货膨胀已花了30.7亿卢比 (4,775.2万美元)。
2010年，印度将阿琼和T-90进行了越野和射击对比测试，得出的报告表明阿琼的越野和火控性能更为先进。

## 升級
MK1A作為印度阿瓊坦克的最新改型，阿瓊MK1A比之前的MK1版本進行了89項改進。MK1也可以進行73項升級。MK1A比MK1重9噸以上，MK1時速達70公里/小時，而MK1A速度降為58公里/小時。MK1A區別之一為主砲。MK1A重新設計的主炮包含遙控炮塔包含增加煙霧彈數量 - 16枚（MK1為12枚）。炮塔上MK1A改進了Kanchan複合裝甲，而MK1繼續使用複合模組化裝甲。製造商表示將來MK1也可能升級的裝甲。MK1A中進行了一些關鍵的總成。其中包括用於保護的 NERA、炮手的主瞄準具和自動目標跟蹤系統，以及指揮官全景瞄準具 [CPS MK-II] 的總成。增加了鐳射測距儀和熱成像瞄準具使得坦克的日間瞄準具現在增加了一倍，駕駛艙中駕駛員現在有一個具有雙目視覺的非製冷測量系統，包括新的數位化導航系統。
儘管坦克的最高時速低於其前身MK1，但改進新的輔助動力裝置使Arjun MK1A在困難的地形中更加安全和機動，底盤系統採用重新設計的液壓氣動懸架系統，另外阿瓊坦克的120毫米主炮在改進後於2021年8月，通過發射ATGM測試了Arjun坦克的120毫米火炮。測試成功，提高了大炮的第一發命中率。

## 部署
2000年印军订购124辆,预计花费4亿7千1百万美元。一辆预生产原型阿琼部署在第43坦克团并在2001年国庆阅兵时露过面。
第一批生产型16辆于2004年服役。该团于2009年5月25日部署了45辆该坦克，成为印军首个全阿琼的坦克团。 陆军在2010年5月追加了124辆MK-I的订单，8月追加了124辆MK-II的订单。
2011年6月超过100辆阿琼已经交给印陆军最新一个全装备阿琼的坦克团是75团，该团一直都沿用老旧的T-55。
美《防务新闻》周刊网站2015年5月8日报道，印度陆军军官证实，印度大部分自制“阿琼”MK1主战坦克已经被停驶，因其技术故障和难以进口部分零件。
“陆军所有124辆这种坦克里有75%已经不能用了，”这位军官说。

## 自製裝甲

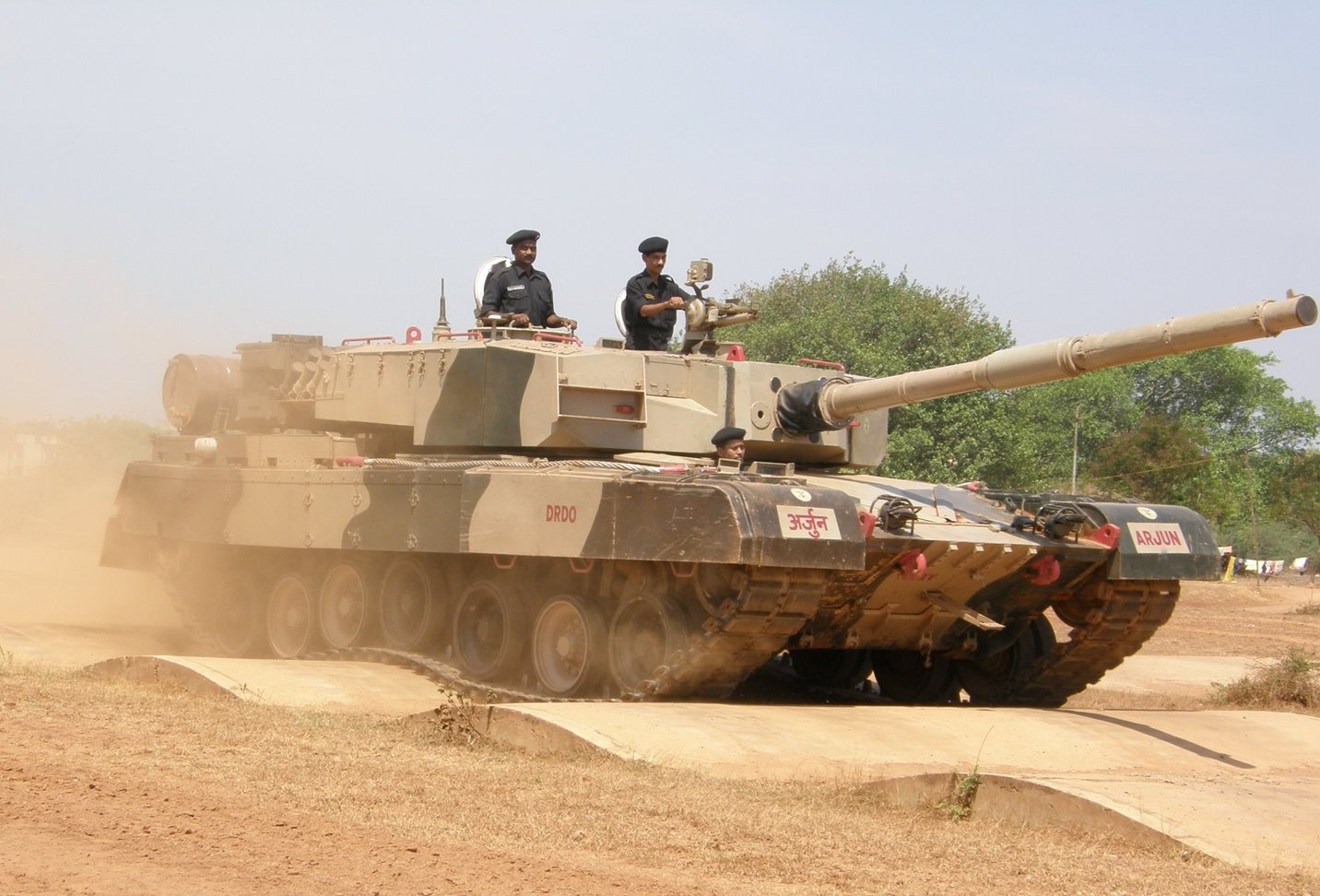
阿瓊有明顯德國豹2A4身影

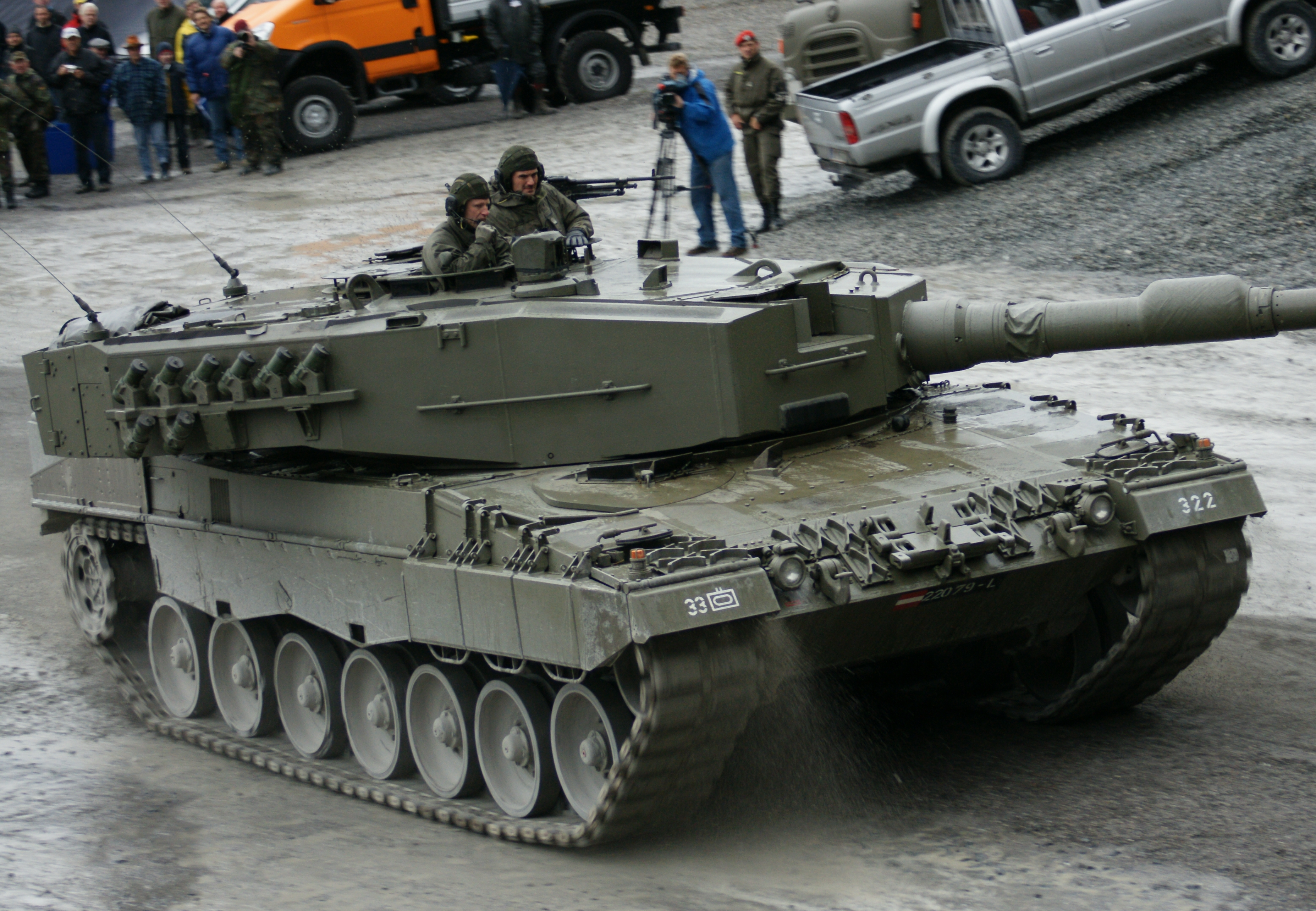
圖為豹2A4

印度為“阿瓊”專門研製了一種新型複合裝甲，號稱性能直逼英國“喬巴姆”裝甲。称为坎昌（Kanchan）陶瓷複合裝甲，並可外掛反應裝甲，這些特種裝甲均由位於印度海德拉巴市的“國防冶金研究所” （Defence Metallurgical Laboratory—DML）研製（該研究所以前還曾研製過用於改進T-72M1的“賈卡爾”複合裝甲），而總體防護等研究則由“終點彈道研究院” （Terminal Ballistic Research Loboratary—TBRL）承擔。
炮塔正面兩側各有一塊體積比較大的複合裝甲塊，裝置類似於日本90式戰車，但是其厚度明顯更大（大約有800—900毫米），預計該複合裝甲也是按模組化思想設計的，可方便地更換或升級。車側面前3個負重輪處裙板用附加裝甲加強。

## 圖集

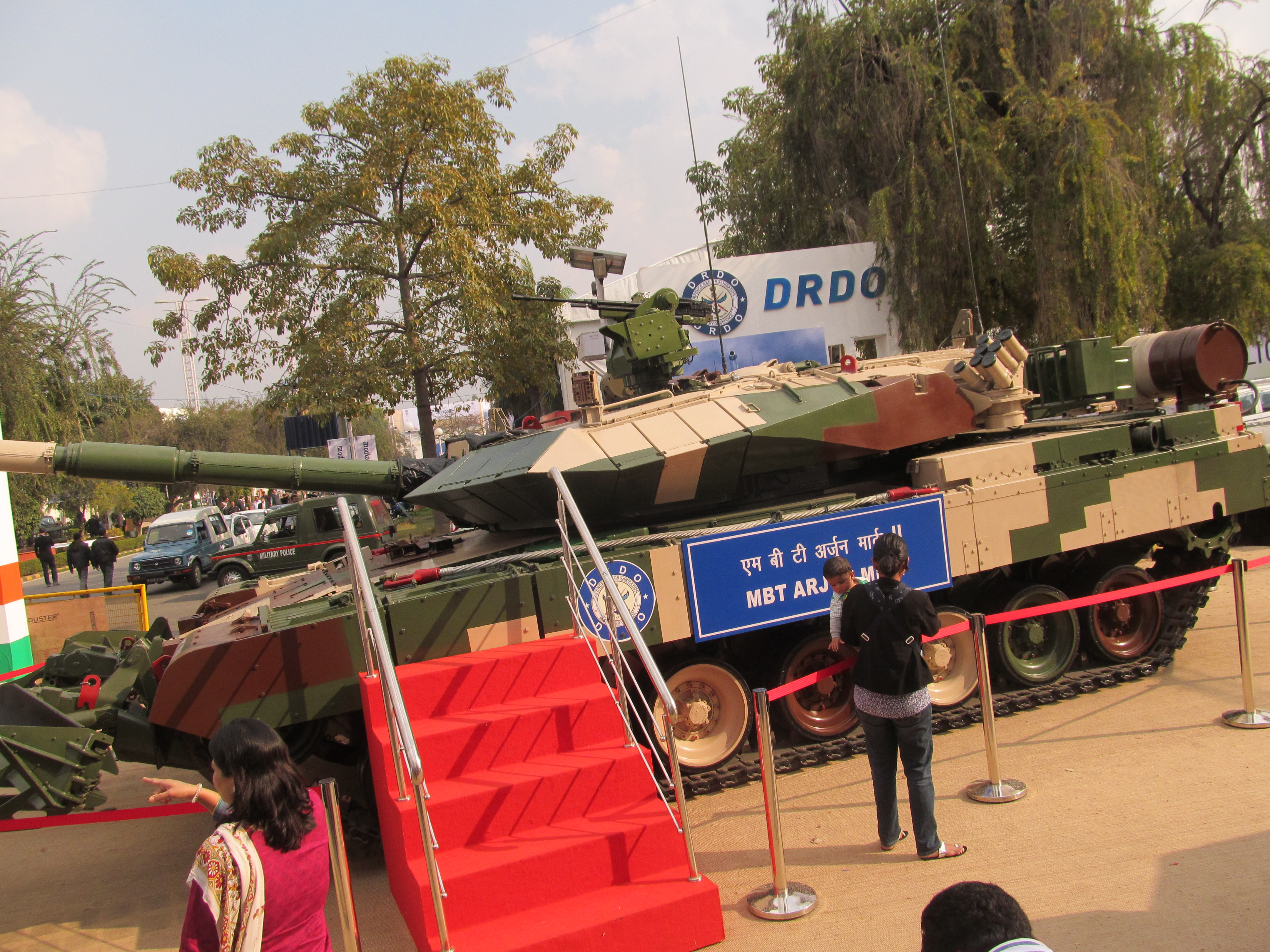
Mk II型
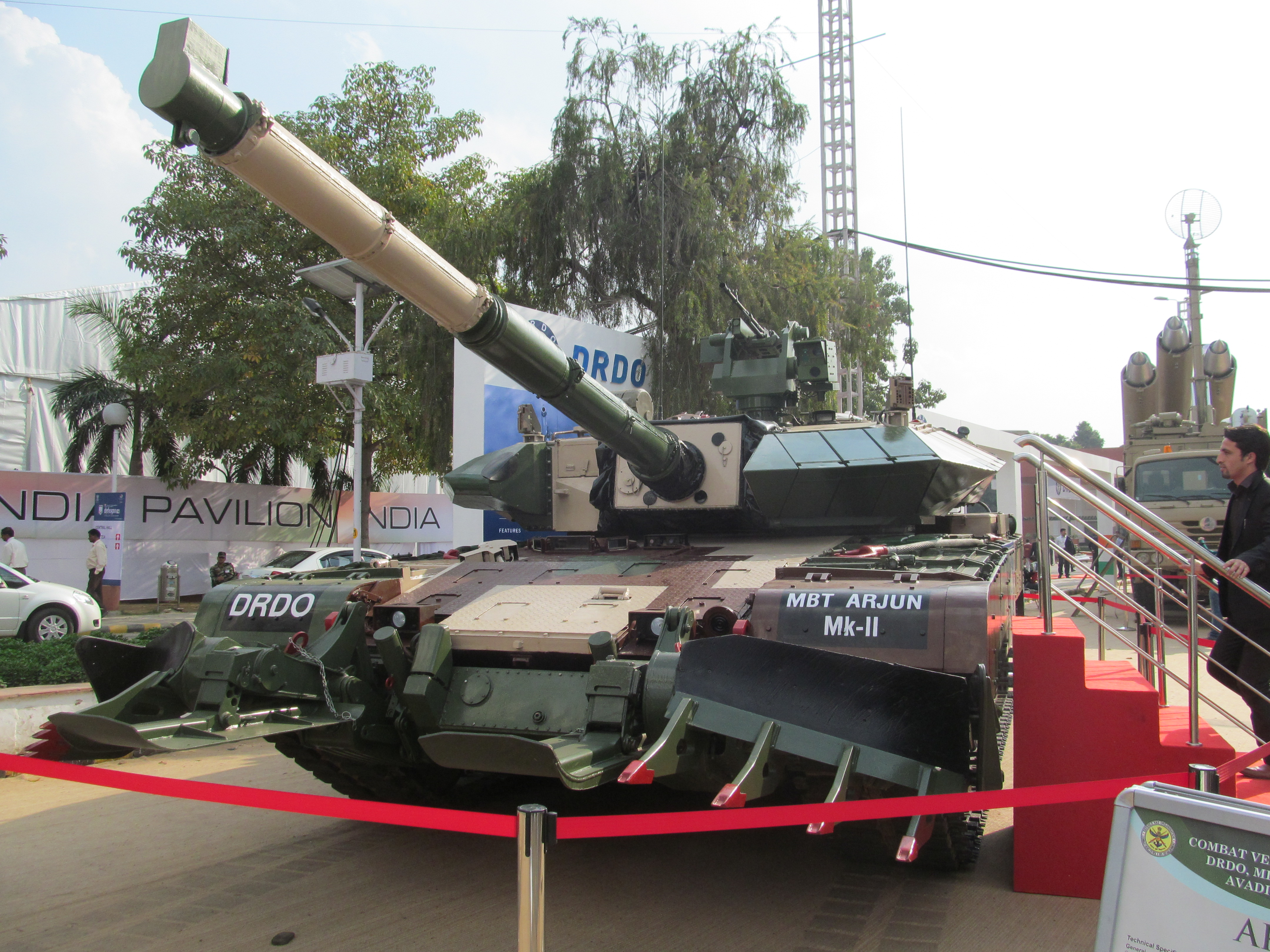
Mk II型

## 外部連結
- Arjun induction: move to support indigenisation process （页面存档备份，存于）, in the Hindu
- 'Arjun' to roll out on August 7 （页面存档备份，存于）, in the Hindu
- 'Bhishma' handed over to Army （页面存档备份，存于）, about India's T-90S tanks, in the Hindu
- History of Arjun Tank Development （页面存档备份，存于）, in Frontier India Defence and Strategic News Service
- Arjun MBT Vs T-90S specifications
- Arjun MBT weight implications （页面存档备份，存于）
- Arjun Mk2 - The Futuristic MBT
- Arjun reloaded Part 1 Headlines Today （页面存档备份，存于）
- Arjun reloaded Part 2 Headlines Today （页面存档备份，存于）